# 米奇·威爾契
麥可·法蘭西斯·威爾契（英語：Michael Francis Welch，1859年7月4日—1941年7月30日），綽號「微笑米奇」，為美國職棒大聯盟的投手。他身高173公分，體重73公斤。威爾契是大聯盟第三位拿下生涯300勝的投手，其職業生涯效力過木馬和巨人兩隊。威爾契非常擅長投曲球，他甚至可以投出螺旋球。他在13年職棒生涯中有9年拿下單季20勝，其中更是連續7年達成此成就。

## 職業生涯

### 生涯初期
1879年，威爾契在小聯盟投出23勝14敗。1880年，威爾契完成大聯盟初登板。但他在第一場比賽就面臨震撼教育，以1比13慘敗。不過他最後仍收下34勝，並和提姆·基弗撐起先發輪值。1880年7月6日，他面對克里夫蘭藍投出一安打完封勝。雖然木馬隊陣中擁有兩名300勝的名人堂投手，而這兩位投手的表現都很不錯，但球隊的戰績始終到不了前三名。
1882年球季結束後，木馬隊解散，取而代之的是紐約高譚隊(今舊金山巨人)。威爾契和約翰·蒙哥馬利·瓦德撐起高譚隊的先發輪值。1884年，他拿下39勝21敗，防禦率2.50，並投出345次三振的隊史紀錄。

### 三振紀錄
1884年8月28日(一說是26日)，威爾契寫下開場連投9次三振的大聯盟紀錄。但因為這場比賽有出現不死三振導致該紀錄長時間不被承認。1940年代，棒球歷史學家Harry Simmons承認威爾契的連續三振紀錄，奠定威爾契在大聯盟的歷史定位。
之後國聯只有3位投手達成開季連投出8次三振的表現，其中最近代的是2018年的赫曼·馬奎茲和2014年的賈寇伯·迪格隆。美聯則是只有2位投手完成此成就，為2016年的卡洛斯·羅登和1986年的Joe Cowley。湯姆·西佛曾經單場投出連續10次三振，不過該紀錄不是從比賽開始算起。

### 生涯中期

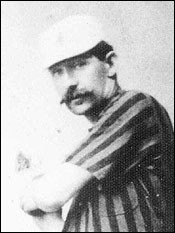
威爾契的老戰友提姆·基弗

1885年，威爾契投出44勝11敗，防禦率1.66。這年他再度和提姆·基弗撐起二人先發輪值，基弗最後拿下32勝13敗。巨人也拿下85勝27敗，但最後仍以2場勝差輸給白長襪(今小熊)。
其實威爾契在1884年就和球隊簽下保護條款，確保自己不會連續先發出賽而增加弄傷手臂的風險。1885年，包含威爾契在內的9名巨人球員組成職棒球員兄弟會。最後聯盟增加了保留條款，以確保球員薪資的權利和避免遭受老闆的不公平對待。而威爾契也因為夢想開一間飯店，在此時開始存錢。
1886年，威爾契拿下33勝，在聯盟中僅次於基弗的44勝。雖然巨人擁有勝投王前兩名的投手，但球隊在客場的表現極糟，導致他們只有拿下聯盟第三。1887年，因為威爾契和基弗的過度投球手臂操勞，因此球隊改用Bill George和Ledell Titcomb兩名菜鳥投手擔任先發輪值投手，不過這兩位投手表現並沒有想像中的那麼好，球隊也只有拿下第四名。

### 生涯後期
1889年9月10日，威爾契成為大聯盟歷史上第一位代打球員。不過1892年以前的大聯盟有一條規定，若球員沒有受傷不得更換代打。後來這項規定取消，而取消後的第一位代打是Jack Doyle。
1889年，巨人拿下世界大賽冠軍。不過球員兄弟會為了爭取加薪的權利，因此自組一個球員聯盟。在這聯盟內，球員可以自己決定自己的薪資。他們也邀請大量的球員加入，就算他們不屬於兄弟會內的球員也照樣邀請。
1890年，威爾契為了賺錢和巨人簽下3年合約。當時他曾表示他願意降薪2000美元來打球員聯盟，但球員聯盟只願意跟他簽一年合約。1891年，威爾契和基弗同年拿下生涯300勝。這也是大聯盟到目前為止唯一一次同隊有兩名投手在同年拿下生涯300勝。
1892年，威爾契在大聯盟僅先發一場比賽，之後他在小聯盟拿下16勝14敗，防禦率0.87，並在球季結束後退休。威爾契生涯投出274顆暴投，至今仍是大聯盟歷史第三高。打擊方面，他的打擊率為2成24，並敲出12轟。

## 生涯投球成績
| 勝投 | 敗投 | 防禦率 | 出賽場次 | 先發 | 完投 | 完封 | 投球局數 | 安打 | 失分 | 自責分 | 全壘打 | 保送 | 三振 | 暴投 | 觸身球 |
| ---- | ---- | ------ | -------- | ---- | ---- | ---- | -------- | ---- | ---- | ------ | ------ | ---- | ---- | ---- | ------ |
| 307  | 210  | 2.71   | 565      | 549  | 525  | 41   | 4802.0   | 4588 | 2556 | 1447   | 106    | 1297 | 1850 | 274  | 52     |

## 個人生活

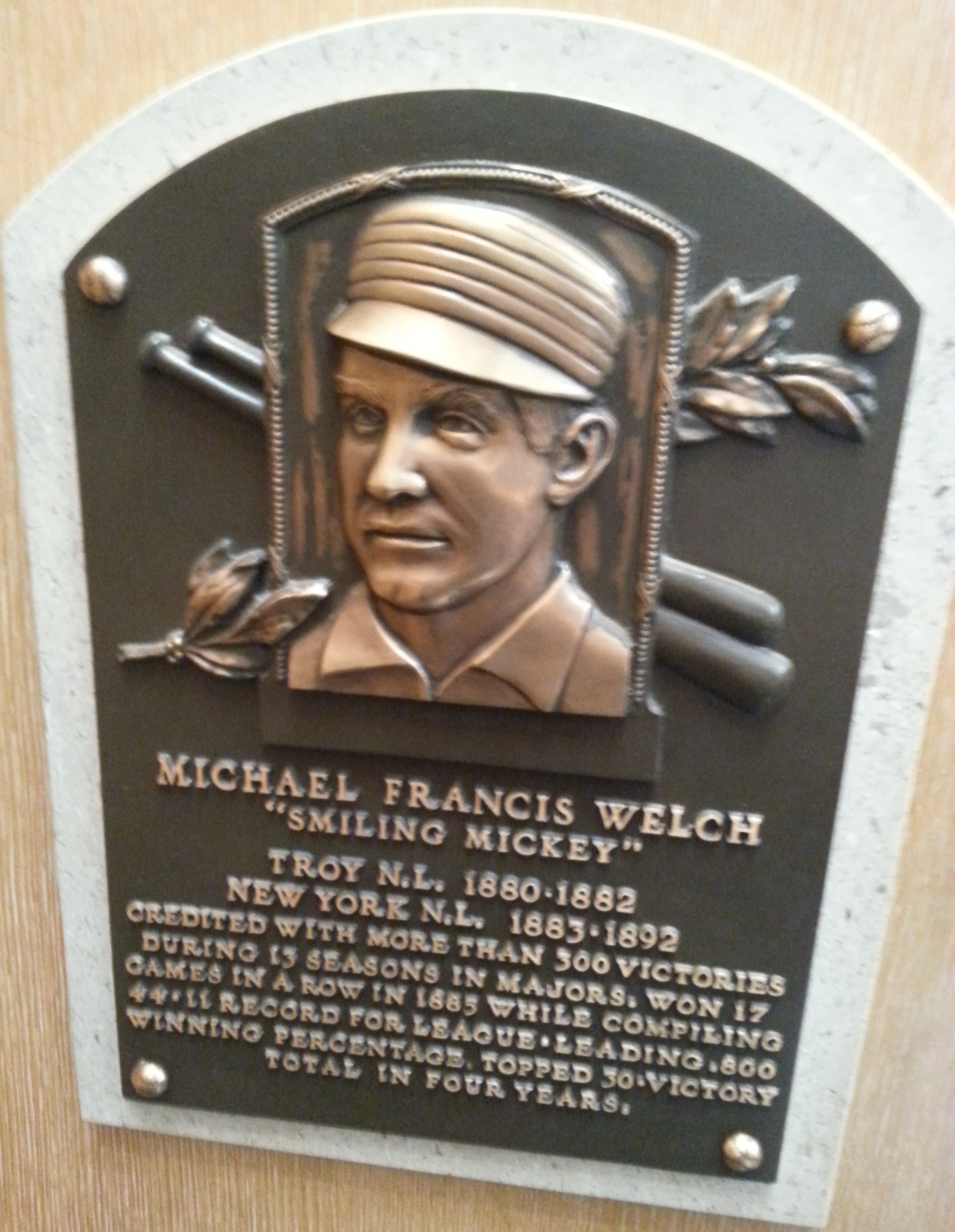
威爾契的名人堂匾額

據傳威爾契一生從不隨便亂發誓、抽菸與喝烈酒，他只有在寫詩時才會喝一些啤酒。有時候他的詩是餐廳或酒吧的廣告詞，他也因為自己是職棒球員的身分，因此從來不會讓自己喝醉。
威爾契共有9名子女，其中2個早夭。他的妻子於1936年去世。
威爾契在退休加入麋鹿俱樂部，並成為50年的會員。1911年，威爾契在紐約特洛伊擁有一家旅館。1912年，他在巨人隊主場擔任招待員，還會時不時與球迷玩傳接球。1941年7月，他和孫子一同定居在納舒厄。後來因為腳部壞疽的併發症而被送往醫院，最後他在7月30日去世，享壽82歲。
1973年，威爾契透過資深選手委員會的推薦入選名人堂，並由他的大女兒出席典禮領獎。

## 外部連結
- 米奇·韦尔奇在美國職棒（英语）
- 米奇·韦尔奇在Baseball-Reference.com（大聯盟）（英语）
- 米奇·韦尔奇在Baseball-Reference.com（小聯盟以及海外聯盟）（英语）
- 米奇·韦尔奇在SABR（英语）
- 米奇·韦尔奇在ESPN（MLB）（英语）
- 米奇·韦尔奇在FanGraphs.com（英语）
- 米奇·韦尔奇在The Baseball Cube（英语）
- 米奇·韦尔奇在Baseball Hall of Fame（英语）
- 米奇·威爾契在台灣棒球維基館上的頁面（繁體中文）